# چوپان‌لی (اردهان)
چوپان‌لی (به ترکی استانبولی: Çobanlı) یک منطقهٔ مسکونی در ترکیه است که در اردهان واقع شده‌است.